# Boone, Colorado
Boone är en kommun (town) i Pueblo County i Colorado. Det ursprungliga ortnamnet var Booneville.  Enligt 2010 års folkräkning hade Boone 339 invånare.